# Johan Thorwöste
Johan Thorwöste, född omkring 1680, död 27 augusti 1750 i Tövsala, var en finländsk professor i fysik. 
Thorwöste studerade vid Kungliga akademien i Åbo, där han blev filosofie magister 1703 och adjunkt vid filosofiska fakulteten 1707. Han skrev bland annat en astronomisk avhandling, men Nicolaus Copernicus lära framfördes icke, även om den omnämndes. Åren 1720–1736 var han professor i fysik. Han var även akademiens rektor 1728–1729.	
Endast några avhandlingar presenterades under Thorwöstes tid och de föll inom metafysikens område. Han var inte intresserad av naturvetenskap eller vetenskap överhuvudtaget. Då han 1736 lämnade sin professur till förmån för kyrkoherdeskapet i Tövsala skedde detta "saknad av ingen" inom universitetsvärlden.